# Desfășurarea cercului

## Metoda analitică
Analitic, lungimea cercului se calculează cu relația:
{\displaystyle L=2\pi r}
unde r este raza cercului

## Metoda grafică
Aproximarea lungimii cercului se face cu ajutorul unui compas și al unei rigle. Primul pas este măsurarea razei cercului pe o dreaptă de șase ori consecutiv. Ulterior, se construiește pe cerc un segment definit de o coardă de lungime egală cu cea a razei cercului. Înălțimea acestui segment va fi măsurată pe dreapta coincidenta cu centrul cercului, si perpendiculară pe coardă. Lungimea aceasta se măsoară de două ori pe dreapta pe care s-au măsurat și razele cercului.
Suma celor șase raze și a celor 2 înălțimi de segment este aproximativ egală cu lungimea cercului calculată analitic, cu o abatere de ~–0,25 %.
Analitic, înălțimea segmentului se calculează cu: 
{\displaystyle h=r(1-\cos 30^{\circ })}
prin urmare 
{\displaystyle h\approx 0,135}     deci     {\displaystyle 6r+2h=6r+0,27r=6,27r}
{\displaystyle 2\pi r\approx 6,28r\approx 6r+2h}